# Raïon d'Orcha
Le raïon d'Orcha (en biélorusse : Аршанскі раён, Archanski raïon ; en russe : Оршанский район, Orchanski raïon) est une subdivision de la voblast de Vitebsk, en Biélorussie. Son centre administratif est la ville d'Orcha, qui est rattachée à la voblast et ne fait pas partie du raïon.

## Géographie
Le raïon couvre une superficie de 1 667,73 km2, dans le sud-est de la voblast. Le raïon d'Orcha est limité au nord par le raïon de Sianno et le raïon de Liozna, à l'est par le raïon de Doubrowna, au sud par la voblast de Moguilev (raïon de Horki et raïon de Chklow), et à l'ouest par le raïon de Talatchyn.

## Histoire
Le raïon d'Orcha a été créé le 17 juillet 1924.

## Population

### Démographie
Les résultats des recensements de la population (*) font apparaître une diminution rapide de la population du raïon depuis 1959, contrairement à la ville d'Orcha, qui ne fait pas partie du raïon, mais dont la population a doublé durant la même période.
| 1959*  | 1970*  | 1979*  | 1989*  | 1999*  | 2009*  |
| ------ | ------ | ------ | ------ | ------ | ------ |
| 72 293 | 61 773 | 52 874 | 46 971 | 45 945 | 31 009 |

### Nationalités
Selon les résultats du recensement de 2009, la population du raïon se composait des nationalités suivantes :
- 92,01 % de Biélorusses ;
- 5,99 % de Russes.

### Langues
En 2009, la langue maternelle était le biélorusse pour 69,05 % des habitants du raïon d'Orcha et le russe pour 29,47 %. Le biélorusse était parlé à la maison par 37,18 % de la population et le russe par 59,45 %.